# Роланд Юхас
Роланд Юхас (угор. Juhász Roland, нар. 1 липня 1983, Цеглед) — угорський футболіст, захисник «Відеотона» і національної збірної Угорщини.

## Клубна кар'єра
Народився 1 липня 1983 року в місті Цеглед.
У дорослому футболі дебютував 1999 року виступами за команду клубу МТК (Будапешт), в якій провів шість сезонів, взявши участь у 107 матчах чемпіонату. Частину 202 року грав оренді за нижчоліговий «БКВ Елоре».
Своєю грою за будапештську команду привернув увагу представників тренерського штабу бельшійського «Андерлехта», до складу якого приєднався 2005 року. Відіграв за команду з Андерлехта наступні вісім сезонів своєї ігрової кар'єри. Більшість часу, проведеного у складі «Андерлехта», був основним гравцем захисту команди. У її складі чотири рази ставав чемпіоном Бельгії.
2013 року досвідчений захисник повернувся на батьківщину, ставши гравцем «Відеотон» з Секешфегервара.

## Виступи за збірні
1998 року дебютував у складі юнацької збірної Угорщини, взяв участь у 18 іграх на юнацькому рівні, відзначившись одним забитим голом.
2005 року залучався до складу молодіжної збірної Угорщини. На молодіжному рівні зіграв у 2 офіційних матчах.
Раніше, ще 2004 року, встиг дебютувати в офіційних матчах у складі національної збірної Угорщини. Відтоді провів у формі головної команди країни 90 матчів, забивши 6 голів.

## Титули і досягнення
- Чемпіон Бельгії (4):

«Андерлехт»:  2005–06, 2006–07, 2009–10, 2011–12
- Володар Кубка Бельгії (1):

«Андерлехт»:  2007–08
- Володар Суперкубка Бельгії (4):

«Андерлехт»:  2006, 2007, 2010, 2012
- Чемпіон Угорщини (3):

МТК: 2002–03
МОЛ Віді: 2014–15, 2017-18
- Володар Кубка Угорщини (2):

МТК: 1999–00
МОЛ Віді: 2018-19
- Володар Суперкубка Угорщини (1):

МТК: 2003